# Henri-Paul Pellaprat

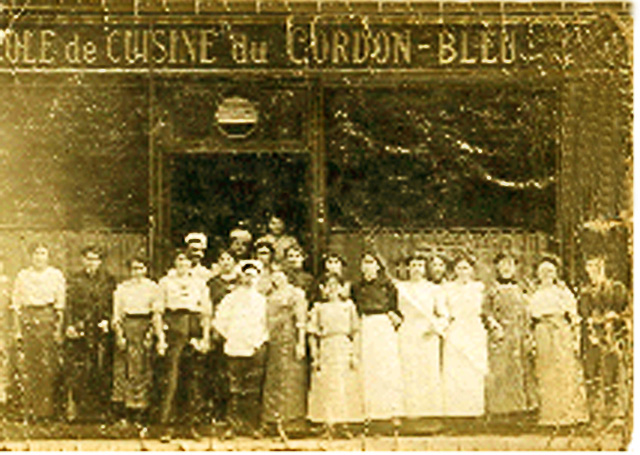
Marthe Distel et Henri-Paul Pellaprat, avec leurs élèves, devant l'école du Cordon Bleu en 1896.

Henri-Paul Pellaprat (1869-1954) est un cuisinier français, fondateur avec Marthe Distel de l'École du Cordon Bleu.
Il exerça dès l’âge de 12 ans son savoir-faire dans de nombreux restaurants prestigieux de la Belle Époque comme la célèbre Maison Dorée, où il est tout d'abord l'adjoint du grand chef Casimir Moisson.
Après avoir aussi opéré dans l'équipe du Restaurant Champeaux, place de la Bourse, il fut l'auteur de nombreux livres de cuisine, régulièrement réédités jusque dans les années 1990.
Henri-Paul Pellaprat lança en 1930 le Train des Poissons, qui partait de la gare de Lyon, à Paris, jusqu’à Marseille, en multipliant les arrêts pour inciter les Français à manger plus de poisson.
Il enseigna la gastronomie pendant trente-deux ans dans l'École du Cordon Bleu à de nombreux élèves, parmi lesquels Curnonsky et Raymond Oliver.